# Aprostocetus pallidiventris
Aprostocetus pallidiventris är en stekelart som först beskrevs av Girault 1915.  Aprostocetus pallidiventris ingår i släktet Aprostocetus och familjen finglanssteklar. Inga underarter finns listade i Catalogue of Life.